# Videoclub

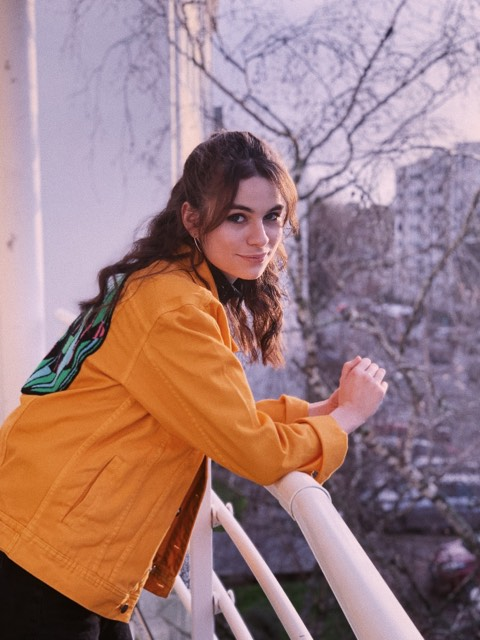
Adèle Castillon v roce 2019

Videoclub (stylizováno jako VIDEOCLUB) byl hudební projekt z francouzského města Nantes, který tvořili Adèle Castillon and Matthieu Reynaud. Projekt byl aktivní mezi lety 2018 a 2021. Proslul svými zamilovanými písněmi v nostalgickém stylu inspirovaném 80. lety, přičemž největší popularity dosáhla píseň Amour Plastique, která byl v roce 2023 součástí rozšířených internetových memů s obrázkem Napoleona Bonaparte po porážce v bitvě u Waterloo a nápisem There is nothing we can do (anglicky Už nemůžeme nic udělat). K některým písním Videoclubu byly natočeny i videoklipy, inspirované retro stylem, ve kterých vystupovali Castillon a Reynaud.
Videoclub zanikl v roce 2021, po rozchodu Castillon a Reynauda. Konec Videoclubu byl umělecky zpracován v písni SMS.

## Diskografie

### Studiová alba
- Euphories (2021, Sony Music Entertainment)[5]

### Singly
- Amour plastique (2018)

- Roi (2018)
- En nuit (2019)
- What Are You So Afraid Of (2019)
- Mai (2019)
- Enfance 80 (2020)
- Euphories (2020)
- Enfance 80 (2020, s Natalií Lacunza)
- SMS (2021)[5]